# Eddie & The Showmen
Eddie & The Showmen waren eine US-amerikanische Surf-Band, die sich 1963 um den Gitarristen Eddie Bertrand Schlagzeuger Dick Dodd in Palos Verdes, Kalifornien formierte und aus den Belairs hervorgegangen ist.

## Biografie
Nachdem sich Eddie Bertrand und Dick Dodd mit Paul Johnson über die Richtung des Gitarrensounds der Belairs zerstritten hatten, gründeten sie 1963 die Band „Eddie & The Showmen“, benannt nach dem neuen Showman Amp von Fender. Während Bertrand den Gitarrensound eines Dick Dale übernehmen wollte, hielt Johnson am traditionellen Klang der Belairs fest. „Eddie & The Showmen“ avancierten in der Folge zu einer der erfolgreichsten Livebands der Surf-Rock-Szene und waren eine der wenigen Surf-Bands, welche mit Liberty Records einen Plattenvertrag bei einem großen Label erhielten.
Ihre erste Single Squad Car ist ein Standard des Genres. Obwohl alle weiteren Singles gute Verkaufszahlen verzeichneten, wurde kein Album veröffentlicht. Im Zuge der British Invasion, Mitte der 60er Jahre löste sich die Band auf.
Seit 2007 war Eddie Bertrand wieder aktiver Musiker und trat oft mit The Elimitors auf. Bertrand verstarb im November 2012 im Alter von 67 Jahren an den Folgen einer Krebserkrankung.

## Diskografie

### Singles
- 1963 Squad Car / Scratch
- 1963 Toes On The Nose / Border Town
- 1963 Movin / Mr. Rebel
- 1964 Far Away Places / Lanky Bones
- 1964 We Are The Young/ Far Away Places

### Beiträge auf Kompilationen
- 1982 The History of Surf Music
- 1996 Cowabunga! Surf-Box
- 1996 Squad Car
- 1996 Toes On The Nose : 32 Surf Age Instrumentals
- 1997 Kahuna Classics
- 1998 Hard Rock Records – Surf